# SV Flora
SV Flora  is een Surinaamse voetbalclub in het stadsressort Flora in Paramaribo. De club heeft het Dr. Ir. Franklin Essed Stadion als thuisbasis.
Flora komt uit in de Suriname Major League.